# 白俄羅斯烏克蘭人
烏克蘭人，是白俄羅斯最大的少數民族之一，根據2009年人口普查，佔人口的1.7%，為158723人。烏克蘭人最集中的地方是布列斯特地區，佔人口的2.9%。該國烏克蘭人的最大比例記錄在卡米揚涅茨基區、布列斯特、科布倫斯基區和扎賓考斯基區地區。

## 歷史
通常，居住在現代白俄羅斯領土上的烏克蘭族人被挑出來作為一個單獨的群體。然而，由於白俄羅斯人和烏克蘭人的文化接近和相似性(也是東斯拉夫人和信仰東正教)，在兩者之間劃定種族界限出現了困難。
今天居住在白俄羅斯的大多數烏克蘭人都是來自烏克蘭的移民的後裔，這是因為烏克蘭和白俄羅斯幾個世紀以來一直是同一個國家的一部分。眾所周知，許多扎波羅熱哥薩克於17世紀定居在第聶伯河地區。在蘇聯時期，最後一波來自烏克蘭的移民抵達白俄羅斯。

## 現狀
與白俄羅斯的許多其他少數民族不同，例如羅姆人和猶太人，烏克蘭人沒有受到重大歧視，包括總統亞歷山大·盧卡申科在內的多名政府成員都是烏克蘭人。烏克蘭人口有多個組織致力於援助烏克蘭族社區（包括烏克蘭之家和布列斯特普羅斯維塔），其中大部分主要位於布列斯特地區。
根據2009年的人口普查，白俄羅斯的許多烏克蘭人繼續使用烏克蘭語，但因政府的俄羅斯化政策，很多人開始說俄語。